# Cocooning
El cocooning es el nombre dado a la tendencia de que un individuo se quede dentro de su casa aislado, fuera o no debido a un peligro percibido, en lugar de salir y socializar.  El término fue acuñado en 1981 por Faith Popcorn, pronosticadora de tendencias y consultora de mercadotecnia. Se utiliza en ciencias sociales, mercadotecnia, crianza de los hijos, previsión económica, autoayuda, religión, y otros.
Cocoon, en inglés, significa capullo; como verbo, alude a la acción de esconderse.

## Historia
La evidencia de una intensificación del comportamiento centrado en el hogar se hizo más pronunciada en los datos de Popcorn de 1984, y para 1985 ella predijo que sería una tendencia, no una moda pasajera. Ella explicó que el concepto implica construir una «capa de seguridad» alrededor de uno mismo en un artículo de 1986 en The New Yorker.
En 1987, el columnista de The Washington Post, George Will, explicó que «los afanes de la vida cotidiana —la inminente incineración nuclear, los camareros groseros— han llevado a la gente a «cocooning». Se han refugiado en sus estudios con sus reproductores de vídeo y discos compactos, cómodamente instalados en sus sillones Bar con auriculares estéreo, para mantener a raya el mundo moderno, cuyas discontinuidades han generado un anhelo de tradición».
Un artículo del diario Los Angeles Times de 1987 titulado The Essence of Cocooning: It's a Desire for a Cozy, Perfect Environment Far From the Influences of a Madding World («La esencia del cocooning: es el deseo de un entorno acogedor y perfecto lejos de las influencias de un mundo enloquecido») vinculó el concepto con el miedo a la destrucción del medio ambiente. En el artículo, Popcorn citó el aumento del uso de alimentos gurmé congelados, muebles tapizados como Barcaloungers, servicios de inversión y «alimentos para mamás» que recuerdan a los consumidores la adolescencia, como ejemplos de comportamiento de capullo. Citó una menor participación en cuestiones sociales y políticas como una desventaja del aislamiento, aunque predijo que surgirá una tendencia contraria.
El término fue designado en 1987 por los editores del The American Heritage Dictionary of the English Language como una palabra que se estaba rastreando para su posible inclusión en el diccionario. Los editores del diccionario lo incluyeron más tarde, al igual que el Diccionario Merriam Webster.
Un artículo de 1989 en The New York Times llamado Lounge Wear for Cocooning describió una tendencia entre muchos diseñadores de lujo, incluidos Ralph Lauren, Bob Mackie, Giorgio Armani y Valentino, de crear ropa para usar en el hogar que fuera más elegante que la ropa de dormir pero menos formal que la ropa deportiva. «Sin embargo, dormir no es el objetivo. Tampoco, necesariamente, la seducción. Cocooning, una palabra ideal para los investigadores de mercado, sí lo es. Todos trabajan. Todos están cansados. Todos solo quieren ir a casa y ver la televisión de 48 pulgadas. Relájate, ponte algo cómodo y únete a la elegancia hogareña», dice el artículo.
En su artículo «Resumen del año» de 1996, Time citó el cocooning como una importante tendencia social y lo vinculó con Bowling Alone, un ensayo de 1995 del profesor de Harvard Robert Putnam, que describe una disminución en las relaciones sociales en persona.
Poco después de los atentados del 11 de septiembre de 2001, el Chicago Tribune publicó un artículo titulado The 'cocooning' trend draws reinforcement («La tendencia ‘cocooning’ se refuerza»), que afirmaba que los ataques terroristas intensificaron el cocooning.
Un estudio realizado por sociólogos de la Universidad de Toronto en 2004 concluyó que los canadienses socializaban menos con sus amigos y familiares y pasaban más tiempo haciendo cocooning solos en casa. El cambio se atribuyó a «tasas más altas de separación y divorcio, hogares más pequeños con menos hijos, matrimonios tardíos y más personas viviendo solas».
En 2013, un artículo de USA Today titulado Cocooning: It's back and thanks to tech, it's biggest («El cocooning: ha vuelto y, gracias a la tecnología, es más grande») concluyó que el cocooning se había convertido en un «supercocooning»: «Gracias a la conectividad inalámbrica a internet siempre activa y a televisores más grandes y de mejor calidad que reproducen vídeo de alta definición con una precisión de píxeles perfecta, el capullo está entrando en una nueva etapa evolutiva. Los consumidores se quedan más tiempo en casa, ven películas por cable, satélite, internet o disco, comen en casa y transforman sus apartamentos y casas en un refugio de la tormenta social diaria».
En la revista Fortune de 2015, Popcorn afirmó que el «uber-cocooning, y ahora incluso el bunkering» estaban adquiriendo protagonismo porque la gente se había «aterrorizado» ante las condiciones mundiales.
Durante la pandemia de COVID-19 en Irlanda, el término «cocooning» ha sido utilizado por el Servicio Ejecutivo de Salud y otros organismos oficiales al recomendar el autoaislamiento preventivo a las personas mayores de 70 años o que pertenecen a otros grupos de alto riesgo. En el Reino Unido, el término shielding («blindaje») se utiliza con más frecuencia. El gobierno del Reino Unido ha recomendado a las personas «extremadamente vulnerables clínicamente» que «se queden en casa tanto como sea posible y minimicen las interacciones con el exterior. Esto se denomina 'blindaje'».

## Cocooningen la crianza y adopción de niños
Un libro clínico de 2014 para profesionales de la salud mental, abogados y educadores describe la estrategia parental de cocooning (o «mediación restrictiva») como una limitación explícita del material objetable, incluso de la televisión y el cine, para los niños más pequeños. Cuando se utilizó la misma práctica con adolescentes mayores, se determinó que los padres estaban menos conectados con sus hijos, eran más propensos a sentir resentimiento y tenían menos éxito en mantener el control a largo plazo.
En The Social History of the American Family: An Encyclopedia, sus autores sostienen que los padres adoptivos han popularizado el concepto de «cocooning» como «una forma estratégica de crear un hogar seguro donde criar a un niño recién adoptado». La psicóloga Patti Zordich ha registrado el concepto de «cocooning» como el enfoque de los recursos que ofrece a las familias adoptivas.
Las tácticas de cocooning estándar que utilizan los padres adoptivos incluyen retirarse del mundo exterior para centrarse en la familia inmediata con el fin de crear vínculos que aseguren el apego con el niño.

## Cocooningdigital
Un artículo de 1994 en PC Magazine describió el «cocooning virtual» en términos de productos de realidad virtual para explorar y diseñar los propios interiores o el mundo.
En Corea del Sur, los expertos que presenciaron el auge del «cocooning digital» en 2006 dijeron que, mientras algunas personas disfrutaban de una vida nómada al aire libre gracias a los dispositivos inalámbricos, otras optaban por quedarse «anidadas en casa» con ellos. Las personas que casi nunca salían de casa debido a Internet fueron caracterizadas como «zombis digitales».
El aislamiento digital fue el tema de una mesa redonda de 2014 sobre «aislar elementos de la omnipresente tecnología móvil».
Un informe de 2014 de Euromonitor International, una firma de investigación de mercado estratégica, sostiene que «una consecuencia importante del crecimiento del uso de la web móvil es que la tendencia hacia el cocooning —el estilo de vida centrado en el hogar que caracterizó a principios del siglo— ha dado paso a un movimiento hacia el cocooning móvil o individual, mediante el cual los consumidores se sumergen en sus propios mundos digitales en cualquier lugar y en cualquier momento».
Tele-Cocooning es un término desarrollado por Ichiyo Habuchi en 2005 para describir la interacción íntima entre humanos y computadoras, específicamente en referencia a «la comunicación entre dos personas sin interacción física».
En 2014, un estudio académico sobre jóvenes japoneses respaldó la «hipótesis del telecocooning», que sostiene que los mensajes de texto móviles se asocian con una comunicación cada vez más aislada porque fortalecen los vínculos básicos a expensas de las interacciones con vínculos débiles menos conocidos. El estudio señala que investigaciones de diversas fuentes demostraron que el envío de mensajes de texto entre jóvenes suele implicar un intercambio intensivo de mensajes entre compañeros cercanos y homogéneos. Esto disminuye la tolerancia social y la confianza.
Un estudio de seguimiento de 2015 concluyó que el comportamiento de telecocooning podría mitigarse con aplicaciones para teléfonos inteligentes que estimulan la interacción con los vínculos débiles a través de recordatorios en pantalla.